# Horoșe Ozero, Borzna
Horoșe Ozero (în ucraineană Хороше Озеро) este localitatea de reședință a comunei Horoșe Ozero din raionul Borzna, regiunea Cernihiv, Ucraina.

## Demografie
Componența lingvistică a localității Horoșe Ozero
     Ucraineană (98,68%)
     Rusă (1,23%)
Conform recensământului din 2001, majoritatea populației localității Horoșe Ozero era vorbitoare de ucraineană (98,68%), existând în minoritate și vorbitori de rusă (1,23%).